# Hazas de Cesto
Hazas de Cesto település Spanyolországban, Kantábria autonóm közösségben. Hazas de Cesto Ribamontán al Monte, Meruelo, Escalante, Bárcena de Cicero, Voto és Solórzano községekkel határos. Lakosainak száma 1867 fő (2024).

## Népesség
A település népessége az elmúlt években az alábbi módon változott:
| Lakosok száma | 1248 | 1275 | 1281 | 1420 | 1526 | 1524 | 1550 | 1569 | 1697 | 1867 |
|               | 2001 | 2004 | 2007 | 2009 | 2012 | 2014 | 2017 | 2019 | 2022 | 2024 |